# حارة الأقصى (صنعاء)
حارة الأقصى هي إحدى حارات حي السواد بضواحي الأمانة مديرية سنحان وبني بهلول، بلغ تعداد سكانها 246 نسمة حسب تعداد اليمن لعام 2004.